# East Dorset
East Dorset war bis 2019 ein District in der Grafschaft Dorset in England. Verwaltungssitz war Wimborne Minster; weitere bedeutende Orte waren Alderholt, Colehill, Corfe Mullen, Ferndown, Sturminster Marshall, Verwood, West Moors und West Parley.
Der District wurde am 1. April 1974 gebildet und entstand aus der Fusion des Urban District Wimbourne Minster, des Rural District Wimbourne and Cranbourne und eines Teils des Rural District Ringwood and Fordingbridge. Zum 1. April 2019 ging der District in der neuen Unitary Authority Dorset auf.
Koordinaten: 50° 49′ N, 1° 59′ W